# Spenser
Pour les articles homonymes, voir Spenser (homonymie).
Spenser (Spenser: For Hire) est une série télévisée américaine en un pilote de 90 minutes et 64 épisodes de 52 minutes créée par Robert B. Parker et diffusée entre le 20 septembre 1985 et le 7 mai 1988 sur le réseau ABC. Elle est suivie de quatre téléfilms.
En France, la série est diffusée à partir du 2 avril 1987 sur La Cinq. Rediffusé à partir du 2 septembre 1987 sur La Cinq.

## Synopsis
Cette série met en scène les enquêtes du détective privé Spenser dans la ville de Boston.

## Fiche technique
- Producteur superviseur : Michael Fisher
- Producteurs exécutifs : William Robert Yates, Stephen Hattman, John Wilder, Juanita Bartlett
- Producteurs : Michael J. Maschio, Dick Gallegly, Robert Hamilton, Cleve Landsberg, Walter Brough
- Producteurs associés : Mark Horowitz, John Elizalde, Gary Griffin

- Musique : Steve Dorff et Larry Herbstritt
- Photographie : Peter Salim, Ronald M. Lautore, Jacques R. Marquette
- Montage : Dick Wormell, Mark S. Westmore, William P. Magee, Diane Adler, Clay Bartels, Janet Weinberg, Gary Griffin, Richard Bracken, Barbara Palmer Dixon
- Distribution : Donna Isaacson, John S. Lyons, Julie Alter, Phyllis Huffman, Herb Mandel, Ann Baker, Carol Larkin
- Création des décors : Tracy Bousman, George B. Chan, Frederick P. Hope
- Création des costumes : Ernest Misko, Kathleen Gore-Misko
- Coordination des effets spéciaux : Kam Cooney
- Compagnie des effets visuels : Pacific Title
- Compagnies de production : John Wilder Productions, Jadda Productions, Warner Bros Television
- Compagnie de distribution : ABC

- Ratio image : 1.37.1 plein écran
- Son : 2.0 Mono Stéréo
- Durée : 60 minutes
- Image : Couleurs

## Distribution
- Robert Urich : Spenser
- Avery Brooks : Hawk
- Ron McLarty : Sergent Frank Belson
- Barbara Stock : Susan Silverman (saisons 1 et 3)
- Carolyn McCormick : Rita Fiori (saisons 2)
- Richard Jaeckel : Lieutenant Martin Quirk (saisons 1, 2 et début de la 3)

## Vedettes invitées
- William H. Macy : Efrem Connors
- Jamey Sheridan : Nick Cavanaugh
- Samuel L. Jackson : Leroy Clancy
- Tom Atkins : Hatch
- Brad Dourif : Maxie Lyons
- Stephen McHattie : Corbett
- Linda Thorson : Karen Cooper
- Melissa Leo : Mary Hamilton
- Marg Helgenberger : Nancy Kettering
- Frances McDormand : Mary
- Laurence Fishburne : David Mukende
- Andie MacDowell : Maggie
- Tony Shalhoub : Docteur Hambrecht
- David Strathairn : Doggie Thorpe
- Angela Bassett : Alice
- Erica Gimpel : Shelley
- Eriq LaSalle : Jeffrey Miller
- Jimmy Smits : Hector Valdes
- Lauren Holly : Emily Brown
- Ed O'Neill : Buddy Almeida
- Rob Morrow : Danny
- Ving Rhames : Henry Brown

## Production
Le créateur et producteur de la série, John Wilder arrête de produire le show au terme de la première saison. La chaîne ABC estime que la version de Wilder donne une image trop violente du personnage.
Avec la venue de la productrice Juanita Bartlett, qui supervise une autre série populaire "200 dollars plus les frais", le show prend une autre dimension mais les modifications radicales qu'elle prend ne sont pas populaires auprès des fans : le personnage de Susan Silverman est remplacé par celui de l'adjointe du procureur Rita Fiori quant à Spenser, il devient célibataire afin de lui donner plus de liberté d'action lors de ses enquêtes. Sa tenue vestimentaire change aussi, de jeans et blouson, il porte davantage le costume trois pièces ainsi qu'un manteau de grande marque. Le changement de case horaire est aussi dramatique pour le show. Malgré tout, les audiences sont suffisantes pour poursuivre l'aventure.
Bartlett est remerciée au terme de la seconde saison et Stephen Hattman prend la relève de la troisième saison avec là encore un changement : le retour de Susan Silverman. Les histoires par contre devinnent beaucoup plus sombres et davantage proches des romans de Parker. Malgré la qualité de cette saison, ABC estime que les coûts de production sont trop élevés et met un terme à l'aventure de Spenser au 65e et dernier épisode.

## Épisodes

### Première saison (1985-1986)
1. Terre promise (Promised Land) 90 minutes
2. Pas de chambre à l'hôtel (No Room at the Inn)
3. Le Choix (The Choice)
4. Les Enfants de la tempête (Children of a Tempest Storm)
5. Pêché originel (Original Sin)
6. Désaccord en A mineur (Discord in A Minor)
7. Le tueur caché (The Killer Within)
8. Les Voleurs de l'automne (Autumn Thieves)
9. Le Prix du sang (Blood Money)
10. Résurrection (Resurrection)
11. Affaires internes (Internal Affairs)
12. La Mort en peinture (Death By Design)
13. Les Gages du jour (A Day's Wages)
14. Une folie très discrète (A Madness Most Discreet)
15. Les Dragons (Brother to Dragons)
16. Un silence pesant (When Silence Speaks)
17. En lieu sûr (In a Safe Place)
18. L'Ange de la désolation (Angel of Desolation)
19. À la folie, pas du tout (She Loves Me, She Loves Me Not)
20. Au bord de la rivière (At the River's Edge)
21. Rage (Rage)
22. Les Feux de l'enfer (Hell Hath No Fury)

### Deuxième saison (1986-1987)
1. Œil pour œil (An Eye for an Eye)
2. La jetée de la veuve (Widow's Walk)
3. Le chevalier blanc (White Knight)
4. Berceuse (Rockabye Baby)
5. Et laisser tomber le show biz ? (And Give Up Show Biz?)
6. La Traque (The Long Hunt)
7. Le Retour du héros (Home is the Hero)
8. Un par la terre, deux par la mer (One if by Land, Two if by Sea)
9. Dans les ténèbres (Shadowsight)
10. Les Espoirs et les Peurs (The Hopes and Fears)
11. Parmi les amis (Among Friends)
12. Je confesse (I Confess)
13. Meurtre et acquisitions (Murder and Acquisitions)
14. Démons intérieurs (Personal Demons)
15. Mary Hamilton (Mary Hamilton)
16. Procès et erreur judiciaire (Trial and Error)
17. Pour ma fille (One For My Daughter)
18. La Promesse d'un frère (My Brother's Keeper)
19. Le Chemin de retour (The Road Back)
20. Si tu savais Sammy (If You Knew Sammy)
21. L'homme qui n'était pas là (The Man Who Wasn't There)
22. Le Chant d'Orphée (Song of Orpheus)

### Troisième saison (1987-1988)
1. Retour au pays (Homecoming)
2. Mon ennemi, mon ami (My Enemy, My Friend)
3. Le Cœur de l'affaire (The Heart of the Matter)
4. Trahison (On the Night he Was Betrayed)
5. Le rêve sans fin (Sleepless Dream)
6. Consilum Abditum (Consilum Abditum)
7. Thanksgiving (Thanksgiving)
8. Partie de pêche (Gone Fishin')
9. Jeu d'enfant (Child's Play)
10. Des squelettes dans le placard (Skeletons in the Closet)
11. Le Siège (The Siege)
12. Le Réveil d'Arthur (Arthur's Wake)
13. Jusqu'au bout du chemin (To the End of the Line)
14. Joue le encore, Sammy (Play it Again, Sammy)
15. Le grand combat (The Big Fight)
16. La véritable justice (Substantial Justice)
17. L'Homme de la compagnie (Company Man)
18. Les Couleurs de l'aquarelle (Watercolors)
19. Les Yeux d'Hawk (Hawk's Eyes)
20. MacAllister (McAllister)
21. Hantise (Haunting)

### Téléfilms (1993 / 1995)
Ces téléfilms sont produits avec des budgets restreints pour la chaîne américaine Lifetime à la suite du rachat des trois premières saisons et de leur diffusion sur cette dernière.
1. Spenser : Disparue (Spenser : Ceremony) (1993)
2. Spenser : Le Cartel (Spenser : Pale Kings and Princes) (1994)
3. Spenser : Le piège (Spenser : The Judas Goat) (1994)
4. Spenser : Cité sauvage (Spenser : A Savage Place) (1995)

## DVD
L'intégralité des trois saisons est sortie en 3 coffrets de 5 disques chacun comprenant les épisodes en version originale non-sous-titrée et sans aucun bonus chez l'éditeur Warner Archives. Les copies sont remastérisées au format initial de tournage (Plein écran). Ces disques sont des zones 0. Ils peuvent donc être lus sur n'importe quel lecteur dvd ou blu-ray.

## Spin-off
Une série dérivée sur le personnage de Hawk, très populaire auprès du public fut créée à l'issue de l'arrêt de Spenser intitulée A Man Called Hawk (en) avec Avery Brooks. Elle est diffusée en 1989 mais ne dépasse pas le stade de la première saison avec un total de treize épisodes. L'action est cette fois-ci centrée à Washington.